# Jean Borotra
Jean Laurent Robert Borotra (Biarritz, 13 d'agost de 1898 − Arbona, 17 de juliol de 1994) fou un tennista francès, integrant dels tennistes coneguts com Les Quatre Mousquetaires que va dominar la dècada del 1920 i 1930. Va destacar en les tres modalitats guanyant tres dels Grand Slams en categoria individual (4 en total) i dobles masculins (9 en total), i va completar el Grand Slam en dobles mixts (5 en total), a més d'una medalla de bronze olímpica. Fou admès en l'International Tennis Hall of Fame l'any 1976 junt als seus companys de generació, Jacques Brugnon, René Lacoste i Henri Cochet.

## Biografia
Fill de Henri Borotra (1864-1907) i Julienne Marguerite Laurence Suzanne Revet (1868-1947), va passar la seva joventut al País Basc. Tenia tres germans més: Édouard, Frédéric i Jean, que també es van dedicar al tennis tot i que sense tan èxit. Als divuit anys va interrompre els seus estudis per allistar-se en l'exèrcit francès, immers en la Primera Guerra Mundial.
Es va casar per primer cop amb Mabel de Bosc, filla d'un aristòcrata britànic, al juliol de 1937, i es van divorciar deu anys després.
Fou membre del partit polític Parti Social Français del líder François de La Rocque, i va esdevenir primer comissionat general per l'educació i l'esport a l'agost de 1940 fins l'abril de 1942, durant l'etapa del Govern de Vichy. El novembre de 1942 fou arrestat per la Gestapo, i a continuació deportat a un camp de concentració, primer a Alemanya i llavors al Tirol. Va aconseguir la llibertat al maig de 1945 en la batalla pel Castell Itter, quan aconseguí saltar la fortalesa i córrer cap al poble per buscar reforços.

## Torneigs de Grand Slam

### Individual: 10 (4−6)
| Resultat  | Núm. | Any  | Campionat                    | Oponent           | Marcador                |
| --------- | ---- | ---- | ---------------------------- | ----------------- | ----------------------- |
| Guanyador | −    | 1924 | Internationaux de France     | René Lacoste      | 7−5, 6−4, 0−6, 5−7, 6−2 |
| Guanyador | 1.   | 1924 | Wimbledon                    | René Lacoste      | 6−1, 3−6, 6−1, 3−6, 6−4 |
| Finalista | 1.   | 1925 | Internationaux de France     | René Lacoste      | 5−7, 1−6, 4−6           |
| Finalista | 2.   | 1925 | Wimbledon                    | René Lacoste      | 3−6, 3−6, 6−4, 6−8      |
| Guanyador | 2.   | 1926 | Wimbledon (2)                | Howard Kinsey     | 8−6, 6−1, 6−3           |
| Finalista | 3.   | 1926 | U.S. National Championships  | René Lacoste      | 4−6, 0−6, 4−6           |
| Finalista | 4.   | 1927 | Wimbledon (2)                | Henri Cochet      | 6−4, 6−4, 3−6, 4−6, 5−7 |
| Guanyador | 3.   | 1928 | Australian Championships     | Jack Cummings     | 6−4, 6−1, 4−6, 5−7, 6−3 |
| Finalista | 5.   | 1929 | Internationaux de France (2) | René Lacoste      | 3−6, 6−2, 0−6, 6−2, 6−8 |
| Finalista | 6.   | 1929 | Wimbledon (3)                | Henri Cochet      | 4−6, 3−6, 4−6           |
| Guanyador | 4.   | 1931 | Internationaux de France     | Christian Boussus | 2−6, 6−4, 7−5, 6−4      |

### Dobles masculins: 13 (9−4)
| Resultat  | Núm. | Any  | Campionat                    | Parella         | Oponents                     | Marcador                 |
| --------- | ---- | ---- | ---------------------------- | --------------- | ---------------------------- | ------------------------ |
| Guanyador | −    | 1924 | Internationaux de France     | René Lacoste    |                              |                          |
| Guanyador | 1.   | 1925 | Internationaux de France     | René Lacoste    | Henri Cochet Jacques Brugnon | 7−5, 4−6, 6−3, 2−6, 6−3  |
| Guanyador | 2.   | 1925 | Wimbledon                    | René Lacoste    | John Hennesey Raymond Casey  | 6−4, 11−9, 4−6, 1−6, 6−3 |
| Finalista | 1.   | 1927 | Internationaux de France     | René Lacoste    | Henri Cochet Jacques Brugnon | 6−2, 2−6, 0−6, 6−1, 4−6  |
| Guanyador | 3.   | 1928 | Australian Championships     | Jacques Brugnon | Edgar Moon Jim Willard       | 6−2, 4−6, 6−4, 6−4       |
| Guanyador | 4.   | 1928 | Internationaux de France (2) | Jacques Brugnon | Henri Cochet René de Buzelet | 6−4, 3−6, 6−2, 3−6, 6−4  |
| Guanyador | 5.   | 1929 | Internationaux de France (3) | René Lacoste    | Henri Cochet Jacques Brugnon | 6−3, 3−6, 6−3, 3−6, 8−6  |
| Finalista | 2.   | 1931 | Wimbledon                    | Jacques Brugnon | George Lott John Van Ryn     | 2−6, 3−6, 4−6            |
| Guanyador | 6.   | 1932 | Wimbledon (2)                | Jacques Brugnon | Pat Hughes Fred Perry        | 6−0, 4−6, 3−6, 7−5, 7−5  |
| Guanyador | 7.   | 1933 | Wimbledon (3)                | Jacques Brugnon | Ryosuki Nunoi Jiro Satoh     | 4−6, 6−3, 6−3, 7−5       |
| Guanyador | 8.   | 1934 | Internationaux de France (4) | Jacques Brugnon | Jack Crawford Vivian McGrath | 11−9, 6−3, 2−6, 4−6, 9−7 |
| Finalista | 3.   | 1934 | Wimbledon (2)                | Jacques Brugnon | George Lott Lester Stoefen   | 2−6, 3−6, 4−6            |
| Guanyador | 9.   | 1936 | Internationaux de France (5) | Marcel Bernard  | Pat Hughes Charles Tuckey    | 6−2, 3−6, 9−7, 6−1       |
| Finalista | 4.   | 1939 | Internationaux de France (2) | Jacques Brugnon | Don McNeill Charles Harris   | 6−4, 4−6, 0−6, 6−2, 8−10 |

### Dobles mixts: 6 (5−1)
| Resultat  | Núm. | Any  | Campionat                    | Parella              | Oponent                           | Marcador      |
| --------- | ---- | ---- | ---------------------------- | -------------------- | --------------------------------- | ------------- |
| Finalista | −    | 1922 | Internationaux de France     | Germaine Golding     | Suzanne Lenglen Jacques Brugnon   | 0−6, 0−6      |
| Guanyador | −    | 1924 | Internationaux de France     | Marguerite Broquedis |                                   |               |
| Guanyador | 1.   | 1925 | Wimbledon                    | Suzanne Lenglen      | Elizabeth Ryan Uberto de Morpurgo | 6−3, 6−3      |
| Finalista | 1.   | 1926 | Internationaux de France     | Suzanne Le Besnerais | Suzanne Lenglen Jacques Brugnon   | 4−6, 3−6      |
| Guanyador | 2.   | 1926 | U.S. National Championships  | Elizabeth Ryan       | Hazel Hotchkiss René Lacoste      | 6−4, 7−5      |
| Guanyador | 3.   | 1927 | Internationaux de France     | Marguerite Broquedis | Lilí Álvarez Bill Tilden          | 6−4, 2−6, 6−2 |
| Guanyador | 4.   | 1928 | Australian Championships     | Daphne Akhurst       | Esna Boyd John Hawkes             | Renúncia      |
| Guanyador | 5.   | 1934 | Internationaux de France (2) | Colette Rosambert    | Elizabeth Ryan Adrian Quist       | 6−2, 6−4      |

## Carrera esportiva
Al llarg de la seva trajectòria va disputar la final individual dels quatre Grand Slams i va imposar-se en cada un d'ells a excepció de l'Obert dels Estats Units. El primer títol important el va aconseguir l'any 1924 però no es pot considerar un títol de Grand Slam perquè en aquella època, el Internationaux de France només era obert només a tennistes francesos. Va donar la sorpresa en imposar-se en la final de Wimbledon del mateix any, ja que va esdevenir el primer tennista de parla no anglesa en guanyar el títol. Aquest mateix any aconsegueix la medalla de bronze en els Jocs Olímpics de París 1924 en dobles masculins fent parella amb René Lacoste. L'any següent torna a disputar les finals de París i Wimbledon, però en aquesta ocasió, el seu compatriota Lacoste es va venjar en ambdues finals, però en dobles masculins es van imposar conjuntament en ambdós torneigs. Havia participat per primera vegada en la Copa Davis l'any 1921, però la primera gesta important en aquesta competició la van realitzar el 1925 quan van derrotar l'equip australià i es van classificar per la final per primer cop. Malgrat perdre clarament davant l'equip estatunidenc en el marcador global (5−0), que portava cinc títols consecutius, en els partits individuals van posar contra les cordes als seus rivals.
En el 1926 va arribar a la final del campionat francès però fou superat per Lacoste. A Wimbledon es va endur el títol aprofitant l'absència de Lacoste i superant Henri Cochet en un dur partit de semifinals. A l'estiu es van trobar amb Lacoste en la final del US Championships, la primera final d'aquest campionat sense tennistes locals, però Lacoste el derrotà novament. La maduració de Cochet va completar el quartet de l'equip francès de Copa Davis que el va convertir en temible però encara no van poder completar la gesta i es van quedar a les portes del títol. Malgrat que l'especialista estatunidenc, Bill Tilden, va patir la primera derrota en aquest torneig, Borotra estava en baixa forma i no va complir amb les expectatives. En el 1927 nova aconseguir cap victòria en els torneigs importants i Cochet va adquirir més protagonisme dins l'equip francès de Copa Davis. Seguint amb la contínua evolució, finalment van vèncer l'equip estatunidenc trencant la seva hegemonia i iniciant la llegenda de l'equip francès. Borotra no va disputar cap partit individual però si el de dobles amb Jacques Brugnon.
Al 1928, la federació francesa fou convidada a participar en l'Australian Championships, i hi van enviar quatre representants, entre els quals s'hi trobaven Borotra i Brugnon. La gira va durar set mesos, dels quals dos en vaixell, i partits per Oceania, Àfrica i Amèrica del Sud. A Austràlia es va consagrar com el millor tennista, ja que va esdevenir el primer campió francès derrotant el jove Jack Crawford en semifinals i Jack Cummings en la final, amb Brugnon van guanyar el títol de dobles masculins, i junt a l'australiana Daphne Akhurst també el de dobles mixts. Al campionat francès, que s'estrenava en l'estadi Roland Garros, fou derrotat per Cochet en semifinals, i a Wimbledon fou superat per Tilden a quarts de final. Amb Brugnon van tornar a guanyar novament el dobles masculins a París. En la repetició de la final de la Copa Davis, França va retenir el títol i Borotra va col·laborar amb la victòria en dobles fent parella amb Cochet. En el 1929 fou finalista al campionat francès caient davant Lacoste, però es va imposar novament en els dobles masculins precisament amb Lacoste com a parella, que es va retirar just després d'aquest torneig. A Wimbledon també fou finalista però en aquest cop contra Cochet. En la Copa Davis es van enfrontar novament contra els Estats Units, Borotra va disputar en aquesta edició dos partits individuals i el doble, però només va aconseguir una victòria individual. L'equip francès va aconseguir el tercer títol consecutiu gràcies a les victòries individuals de Cochet.
En el 1930, Bill Tilden es va convertir en la seva bèstia negra, ja que el va eliminar en semifinals de Roland Garros, en semifinals de Wimbledon, i també en la final de la Copa Davis. En una repetició de la final anterior, França es va imposar en la final de la Copa Davis als Estats Units gràcies a una gran actuació de Cochet i la victòria final de Borotra contra George Lott. En el 1931, Borotra va superar els anys de sequera en conquerir el Roland Garros, el cinquè Grand Slam del seu palmarès, aprofitant la baixa de Cochet i que Tilden es va convertir al professionalisme. A Wimbledon es va tornar a quedar a semifinals superat en aquesta ocasió per Frank Shields. La baixa de Tilden va ser aprofitada per l'equip britànic per classificar-se per la final de la Copa Davis, però novament, Cochet va fer una nova demostració guanyant tots tres partits que va disputar per endur-se un nou títol. En la següent temporada (1932) no va aconseguir gaires bons resultats, només en el doble a Wimbledon va aconseguir un títol destacat. Tanmateix va sobresortir en la final de la Copa Davis, novament contra els Estats Units, guanyant els dos partits individuals enfront Ellsworth Vines i Wilmer Allison. Aquesta fou el sisè títol consecutiu de l'equip francès en la Copa Davis, i el darrer d'aquesta etapa gloriosa.
A partir del 1933, Borotra es dedicaria bàsicament a la categoria de dobles, i per exemple, en la final de la Copa Davis d'aquell any va guanyar el partit de dobles amb Brugnon, però l'equip britànic es va imposar en la final trencant hegemonia francesa dels darrers anys. També va guanyar el Roland Garros el 1934 amb Brugnon, i fou finalista les edicions de 1936 i 1939 amb Marcel Bernard i Brugnon. Borotra va seguir disputant la Copa Davis fins a l'any 1947, ja amb 49 anys, i fins i tot va guanyar el campionat britànic en pista coberta amb 51 anys.

## Palmarès

### Equips: 9 (6−3)
| Resultat  | Núm. | Data                        | Torneig                              | Superfície   | Equip                                          | Oponents                                                       | Marcador |
| --------- | ---- | --------------------------- | ------------------------------------ | ------------ | ---------------------------------------------- | -------------------------------------------------------------- | -------- |
| Finalista | 1.   | 11 − 13 de setembre de 1925 | Copa Davis, Filadèlfia, Estats Units | Gespa        | Jacques Brugnon René Lacoste                   | Bill Johnston Vincent Richards Bill Tilden Richard N. Williams | 0−5      |
| Finalista | 2.   | 9 − 11 de setembre de 1926  | Copa Davis, Filadèlfia (2)           | Gespa        | Jacques Brugnon Henri Cochet René Lacoste      | Bill Johnston Vincent Richards Bill Tilden Richard N. Williams | 1−4      |
| Guanyador | 1.   | 8 − 10 de setembre de 1927  | Copa Davis, Filadèlfia               | Gespa        | Jacques Brugnon Henri Cochet René Lacoste      | Frank Hunter Bill Johnston Bill Tilden Richard N. Williams     | 3−2      |
| Guanyador | 2.   | 27 − 29 de juliol de 1928   | Copa Davis, París, França (2)        | Terra batuda | Jacques Brugnon Henri Cochet René Lacoste      | John Hennessey Frank Hunter George Lott Bill Tilden            | 4−1      |
| Guanyador | 3.   | 26 − 28 de juliol de 1929   | Copa Davis, París (3)                | Terra batuda | Christian Boussus Jacques Brugnon Henri Cochet | Wilmer Allison George Lott Bill Tilden John Van Ryn            | 3−2      |
| Guanyador | 4.   | 25 − 27 de juliol de 1930   | Copa Davis, París (4)                | Terra batuda | Christian Boussus Jacques Brugnon Henri Cochet | Wilmer Allison George Lott Bill Tilden John Van Ryn            | 4−1      |
| Guanyador | 5.   | 24 − 26 de juliol de 1931   | Copa Davis, París (5)                | Terra batuda | Christian Boussus Jacques Brugnon Henri Cochet | Bunny Austin Patrick Hugues Charles Kingsley Fred Perry        | 3−2      |
| Guanyador | 6.   | 29 − 31 de juliol de 1932   | Copa Davis, París (6)                | Terra batuda | Christian Boussus Jacques Brugnon Henri Cochet | Wilmer Allison Frank Shields John Van Ryn Ellsworth Vines      | 3−2      |
| Finalista | 3.   | 28 − 30 de juliol de 1933   | Copa Davis, París (3)                | Terra batuda | Jacques Brugnon Henri Cochet Andre Merlin      | Bunny Austin Patrick Hugues Harry Lee Fred Perry               | 2−3      |